# Programme commun de la gauche

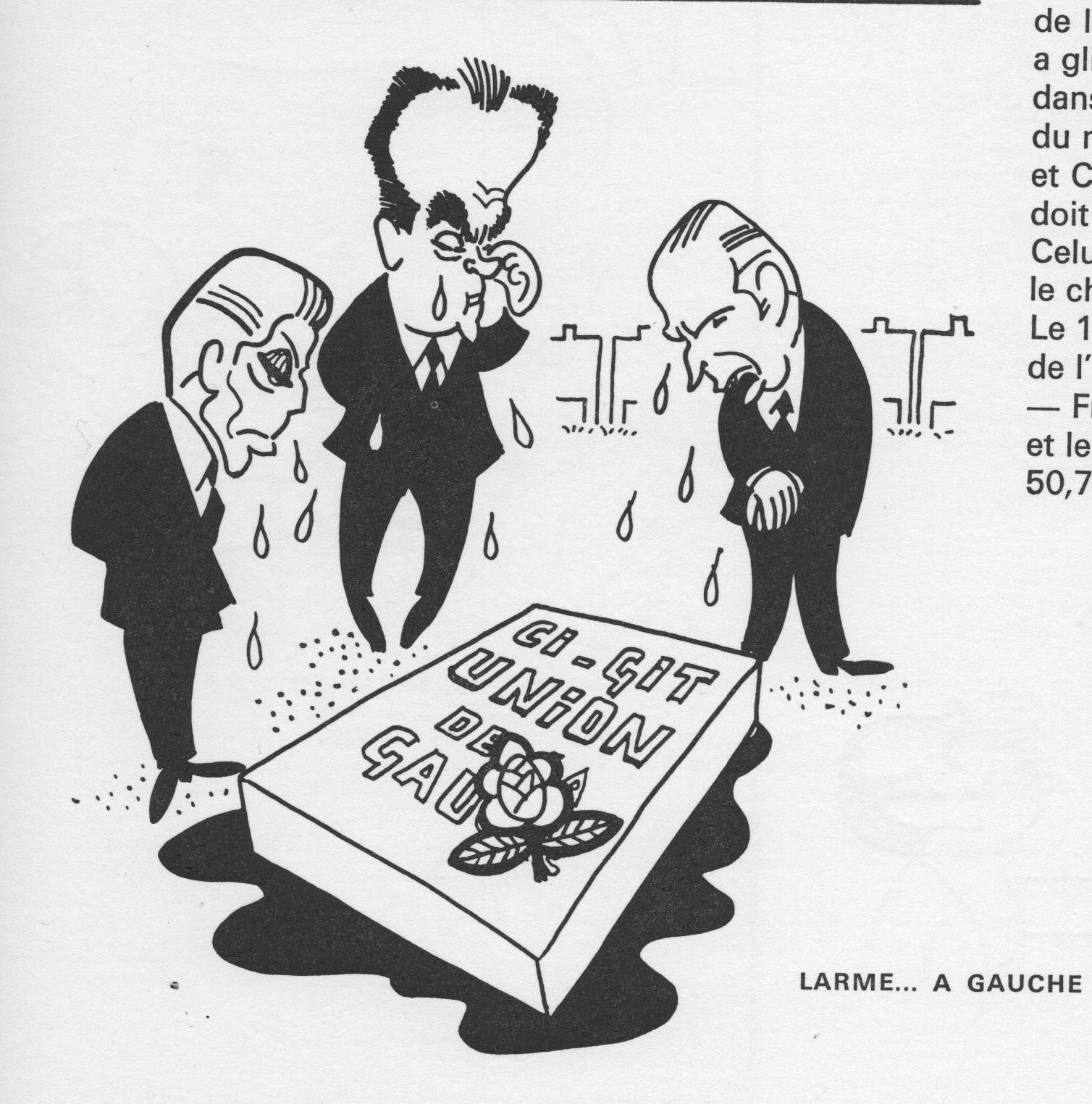
Robert Fabre, Georges Marchais et François Mitterrand sur la tombe de l'Union de la gauche, caricature de Maurice Tournade en 1980.

Le Programme commun, dont le nom complet est programme commun de gouvernement, est un programme de réforme, adopté le 27 juin 1972 par le Parti socialiste, le Parti communiste français et signé le 12 juillet 1972, à l'hôtel Continental à Paris, par ces deux organisations et certains radicaux. Robert Fabre signe le document au nom des radicaux de gauche, mais le congrès fondateur de cette organisation a lieu seulement en décembre. Il prévoyait un grand bouleversement dans les domaines économique, politique et militaire en France.
Programme politique le plus diffusé au cours du XXe siècle en France, il constitue une inflexion majeure dans la stratégie de conquête de pouvoir du Parti socialiste jusqu'ici tourné vers le centre. L'alliance PS-PCF ouvrait une recomposition politique à gauche pour les trente années à venir, contribuant notamment à l'élection de François Mitterrand à l'élection présidentielle de 1981, qui met en pratique une partie de ce programme repris dans les 110 propositions pour la France. À partir de 1983, une partie des réformes déjà réalisées seront annulées après le « tournant de la rigueur ».

## Principales mesures
Le programme était articulé en quatre parties :
- vivre mieux, changer la vie : salaire minimum à 1 000 francs, revalorisations des prestations sociales et pensions, réduction du temps de travail hebdomadaire à 39 heures, retraite à 60 ans pour les hommes et 55 ans pour les femmes, nouveau code du travail, garantie des droits des syndicats, abrogation de la réforme de 1967 sur la sécurité sociale, gratuité des soins pour tous, plan d'urbanisme, construction annuelle de 700 000 logements sociaux, lutte contre la pollution de l'air et de l'eau, gratuité des études dans le public, soutien à la création culturelle, garantie de l'égalité des sexes, congés maternités étendus à 16 semaines, abrogation de la répression de l'avortement, majorité à 18 ans, réduction du service militaire de six mois ;
- démocratiser l'économie, développer le secteur public, planifier le progrès : droit de travail rénové, nationalisations massives, augmentation des rendements, soutien des PME, planification économique, industrielle et agricole, stabilisation des prix, démocratisation de la Banque de France et du Conseil national du crédit, création d'une Banque nationale d'investissement ;
- démocratiser les institutions, garantir et développer les libertés : habeas corpus, droit d'asile, abrogation de la loi dite « anti-casseurs », transformation du Conseil constitutionnel en cour suprême, démocratisation de la police, indépendance de la justice, abolition de la peine de mort, scrutin proportionnel à l'Assemblée nationale et aux assemblées régionales, abrogation de l'article 16, quinquennat présidentiel, démocratisation du Sénat, contrat de législature, décentralisation, privatisations arrêtées, démocratisation de la fonction publique, garantie du droit à l'information, l'ORTF publique qui accorde du temps d'antenne aux opposants ;
- contribuer à la paix et développer la coopération internationale : réforme de l'armée, désarmement nucléaire, dissolution du pacte de Varsovie et de l'OTAN, soutien à la CEE, renouvellement de la PAC, rupture avec l'Afrique du Sud et l'Espagne franquiste, arrêt des guerres, reconnaissance des États communistes (Corée du Nord, GRP), possibilité d'autodétermination des DOM-TOM, aide au développement des pays pauvres, soutien des mouvements indépendantistes.

## Critiques
Les critiques sont à la fois d'ordre économique et géopolitique. D'un point de vue économique, alors que ces projets (augmentation des salaires, réduction du temps de travail…) nécessiteraient un besoin de financement majeur, les méthodes de financement n'ont pas été très explicites : une forte augmentation de l'impôt sur le revenu, notamment dans les tranches supérieures, des droits de succession, la création d'un impôt sur le capital et une augmentation de l'impôt sur les sociétés, devaient assurer le financement du Programme Commun, ce qui laissait beaucoup d'observateurs sceptiques.
D'une point de vue géopolitique, le Parti Socialiste insistait beaucoup sur le maintien de la France dans la Communauté Européenne et le maintien du projet européen, totalement imprégné d'économie libérale, alors que l'application du programme devait permettre le passage de la France au socialisme, ce qui aurait certainement provoqué une crise entre la France et ses partenaires européens. Enfin, la suppression de l'arme nucléaire et la réduction du service militaire à 6 mois, dans un contexte de guerre froide, apparaissait comme du désarmement unilatéral, ce qui aurait bouleversé les rapports de forces en Europe.

## Renégociation
Signée par le PS, le PC et le Mouvement des radicaux de gauche en 1972, cette union marque le retour de la gauche dans le paysage français de l'après 1958 et le début de l'hégémonie du PS. Elle permet notamment à François Mitterrand d'être le candidat unique de la gauche en 1974 (exception faite toutefois d'Arlette Laguiller et d'Alain Krivine). Cette alliance donne naissance à l'Union de la gauche notamment à l'occasion des élections municipales de mars 1977.
Cependant, les résultats décevants du PCF aux législatives et les reculs socialistes quant aux projets d'application du programme amènent le PCF à conditionner le maintien de sa participation à une application effective des engagements communs. Des négociations s'engagent pour une « réactualisation » du Programme commun en vue des législatives de 1978. Le Parti communiste demande les nationalisations prévues et une augmentation du pouvoir des syndicats dans les entreprises nationalisées. Le PS s'y oppose, considérant que le nouveau programme irait au-delà de ce que la majorité de ses tendances peut accepter. Georges Marchais voit aussi dans le refus de Mitterrand le 28 juillet 1977 de « s'engager sur une défense nationale indépendante » une preuve de sa volonté d'abandonner le programme commun. Le 14 septembre 1977, Robert Fabre annonce que le MRG quitte les négociations. Après une ultime rencontre dans la nuit du 21 au 22 septembre 1977, les négociations sont rompues. Désormais, chaque parti constitue des candidatures séparées pour le premier tour des élections législatives de 1978. Malgré un rabibochage des trois partis entre les deux tours, les Français font le « bon choix » (expression employée par le président Giscard d'Estaing dans son discours de Verdun-sur-le-Doubs) et la droite garde la majorité à l'Assemblée nationale. Pour la première fois, le Parti socialiste obtient un score supérieur à celui du Parti communiste français, ce qui a pu être interprété comme une validation à moyen terme de la stratégie de François Mitterrand.

## Mise en place
La mise en place d'une partie du Programme commun à partir de l'élection de François Mitterrand en mai 1981 se fait sous la forme des 110 propositions. Ces réformes sociales politiques et économiques sont une importante évolution du droit social ou du périmètre de l'action publique, mais l'arrivée de la gauche "du programme commun" est dénoncée comme un risque de "communisme" par une partie des élites économiques et elle s'accompagne d'une importante fuite des capitaux. Un programme qui ne fait pas l'unanimité de la gauche dans la mesure où Michel Rocard mettait en garde contre les nationalisations hors-de-prix, demandant alors la dévaluation immédiate du franc mais Mitterrand déclara qu'on ne dévalue pas en période électorale. Rocard déclara que ce programme « cinglé » est « un océan d'étatisme césarien centralisateur » et que la relance par surconsommation avec un déficit abyssal est démagogique.
Une situation qu'avait anticipé Serge July, soulagé de la défaite in-extremis de Mitterrand en 1974, car ce programme « (…) entre le PCF et le PS c'est un programme issu des trente glorieuses, construit sur une croissance à gogo. Appliquée en 74, avec le début de la crise, il aurait fait mal, sans compter que le PCF aurait été beaucoup plus actif qu'il ne le fut après sa défaite électorale de 81. Quelle chance François Mitterrand a eu de ne pas gagner en 1974 et de ne pas avoir à appliquer ce programme-là sous la pression des 500 000 adhérents d'alors du PCF ». Il renchérit néanmoins fin 2015 sur l'anachronisme du programme « Il est élu en 81 pour faire un programme commun qui date des années 60. Il va l'appliquer, c'est un programme absolument obsolète pour la France en désindustrialisation : (…) les paysans ont disparu et la classe ouvrière est en train d'être atomisée ».
Par l'application du programme commun, le PCF espérait contrôler l'appareil productif français par le biais du pouvoir grandissant de la CGT au sein des groupes industriels nationalisés. Le PS avait anticipé le risque en exigeant, dès le mois de juin 1981, que l'accord de gouvernement s'applique aussi aux entreprises. D'autre part, l'écrasante majorité des patrons de PME et des ETI, ainsi que des décideurs dans les grandes entreprises, même nationalisées, était fortement hostile à la politique mise en œuvre ; enfin la technostructure, issue de l'ENA et des Grandes écoles, qui contrôlait le système financier et le Ministère des Finances, était tout aussi hostile.
Face aux dégradations des chiffres (hausse du chômage, de l'inflation, des déficits du budget et de la balance des paiements), le président revient sur une partie des points inscrits dans le programme commun : une politique de rigueur est appliquée à partir de mars 1983 : blocage des salaires, désindexation des salaires sur les prix, coupes budgétaires, etc. Cette politique provoque la rupture entre le PS et le PCF en juin 1984 et la démission du gouvernement Mauroy. Pierre Bérégovoy, ministre de l'Économie, des Finances et du Budget du gouvernement Laurent Fabius, privatise certains secteurs. Les marchés financiers sont partiellement déréglementés. Le blocage des prix et des salaires marque ce tournant de la rigueur vers une économie sociale de marché. Au retour de la droite en 1986, la plupart des entreprises nationalisées entre 1981 et 1984 sont privatisées sous le gouvernement Jacques Chirac entre 1986 et 1988.

## Conséquences politiques
Le PS dépasse le PCF aux législatives de 1978 (22 % contre 20 %), pour le remplacer finalement comme pôle principal de la gauche en France.
Le PCF qui avait déjà en 1965 accepté une candidature commune de la gauche à la présidentielle, voit d'abord dans l'Union de la gauche autour du programme commun une façon de conforter ses positions. Mais après les bons résultats du PS aux élections locales de 1975 et aux municipales de 1977, il craint que ce ne soit le PS qui profite électoralement de cette stratégie. C'est sans doute ce qui justifie l'échec de la renégociation.
Le PS est devant le PCF en 78, et en signant le Programme commun, le PS sort du blocage politique que le parti communiste constituait, en bloquant 20 % des suffrages ; en effet, les communistes garantissaient, d'une certaine manière, le maintien de la droite, gaulliste ou Troisième Force, au pouvoir ; sous la Cinquième République, jusqu'en 1972, le PCF monopolisait l'opposition, et en politique étrangère, avait l'occasion de donner son satisfecit à certaines décisions qui, quand bien même issues de la droite, étaient compatibles avec ses idées: indépendance de l'Algérie (1962), reconnaissance de la Chine Populaire (1964), retrait du commandement intégré de l'OTAN (1966), discours de Phnom Penh (1966), mise en œuvre de la Détente avec l'URSS (1966), politique pro-arabe (1967).
Si le PCF a cru qu'un accord avec le PS le conduirait de façon définitive au pouvoir, en appliquant le vieux principe plumer la volaille socialiste (Albert Treint), c'est-à-dire qu'une partie de l'électorat socialiste ouvrier basculerait sa faveur, c'est précisément l'inverse qui lui est arrivé : en effet, la composition de la société française, où les classes moyennes étaient importantes, n'a pas permis un tel rapport de forces autour d'un monde ouvrier dont l'importance allait diminuant avec la crise économique le déclin de la grande industrie (disparition des charbonnages et fortes réduction de la sidérurgie) et la croissance des entreprises de services.
La rupture de 1977 n'a pas permis de retrouver les voix passées au PS qui a, lui, profité d'un fait basculement de voix de centre gauche devenant ainsi le grand bénéficiaire politique du « programme commun » aux dépens d'un PCF qui perd avec la chute du mur de Berlin le soutien international dont il bénéficiait et se marginalise.
Bon nombre de propositions contenues dans le Programme commun ont été appliquées depuis : majorité à 18 ans, nationalisations (1981-1983), modification du statut de Paris, arrêt des essais nucléaires, abolition de la peine de mort. La conversion programmatique du PCF et du PS à la défense nucléaire tactique (via le Programme commun de 1972) puis stratégique (la force de frappe) en 1977 pour le PCF et en 1978 pour le PS n'a jamais été remise en cause à gauche.

## Postérité
Aujourd’hui le programme commun est revendiqué par Jean-Luc Mélenchon. Il s’exprime sur ce sujet :

« Vous êtes l’un des rares hommes politiques à vous revendiquer encore ouvertement de Mitterrand. Quasiment vingt ans après sa disparition, comment expliquez-vous que vous soyez si seul à défendre son héritage ?
Rappelez-vous qu’il a fallu deux guerres pour qu’on reparle de Jaurès sur un ton qui n’était pas celui que l’on utilisait de son vivant. Il était présenté comme un animal furieux et incontrôlable. Il a été frappé à la tribune de l’Assemblée nationale, il a été assassiné, on peut difficilement faire pire. Et aujourd’hui Jaurès est récupéré par la droite et l’extrême droite. Je me rappelle que lors du dixième anniversaire de la mort de François Mitterrand en 2006, les critiques de la droite se confondaient avec celles de l’extrême gauche. À leurs yeux, Mitterrand n’aurait rien fait de bon. Le bilan du mitterrandisme semble se limiter au portrait d’un personnage suspect dominé par sa « part d’ombre » comme on dit à présent. Ce sort posthume n’a rien d’étonnant. La droite a toujours traîné les héros de gauche dans la boue. Les riches ont eu si peur en 1981 ! On a nationalisé toutes les banques ! D’aucuns fuyaient avec des lingots d’or dans le coffre de la voiture ! Quant à l’extrême gauche, il faut bien qu’elle justifie son absence dans cette épopée. Au moment où son énergie aurait été décisive pour créer l’élan populaire dont nous avions besoin pour porter des réformes sociales, elle était aux abonnés absents, occupées à ses grimoires, à soupeser les virgules et les adjectifs au lieu de peser sur la situation historique réelle. Tous ont à effacer leur bilan dans cette période. La légende noire de François Mitterrand est leur auto amnistie. Dès lors la mémoire raisonnée du bilan réel de François Mitterrand est un enjeu. Je tiens la tranchée. Il reste beaucoup à apprendre de cette période et bien mieux que les caricatures malveillantes qui circulent. »

### Éditions littéraires
Le programme est édité en 1972 à plus d'un demi-million d'exemplaires. Même s'il existe des différences :
- Une version éditée par les communistes aux Éditions sociales, avec une préface de Georges Marchais.
  - Une version du programme commun actualisé est éditée en décembre 1977, alors qu'il fut rompu depuis quelques mois, sur les propositions du parti. La tâche est confiée à Charles Fiterman.
- Une version éditée par les socialistes chez Flammarion, accompagnée également du programme du PS « Changer la vie », avec une préface de François Mitterrand. Une réédition en 1973 rétablit le titre originel et n'inclut ni la préface de Mitterrand, ni le programme du PS.
  - Une version sous-titrée Propositions socialistes pour l'actualisation est éditée en 1978. Elle est accompagnée d'une préface de François Mitterrand et d'une introduction de Pierre Bérégovoy.
- Une version éditée en 1973 chez Presses Pocket par les radicaux de gauche nommée Pour une démocratie nouvelle, reprenant un abrégé du programme commun.